# یاکوولف
یاکووْلف (روسی: ОАО Опытно-конструкторское бюро им. А. С. Яковлева) (انگلیسی:Yakovlev) یک شرکت روسی تولیدکننده هواگرد است که در مسکو واقع شده‌است. این شرکت توسط الکساندر سرگیویچ به عنوان دفتر طراحی تجربی-۱۱۵ پایه‌گذاری شد.
یاکوولف در سال ۲۰۰۴ توسط ایرکوت خریداری شد. دولت روسیه در سال ۲۰۰۶ این شرکت را با میگ، ایلیوشین، سوخو و توپولف ادغام و شرکت یونایتد ایرکرفت کورپوریشن را ایجاد کرد.